# Luftrumsklasse
Af hensyn til afviklingen af luftfart, har man inddelt atmosfæren i områder, og tildelt de enkelte områder forskellige luftrumsklasser. "Færdselsreglerne" for lufttrafikken afhænger af hvilken klasse luftrum man flyver i, ligesom der på landjorden gælder forskellige regler for bl.a. hastighed på forskellige slags veje.
I ICAO's dokumenter skitseres et system med syv forskellige luftrumsklasser, kaldet A, B, C, D, E, F og G, men i Danmark benyttes kun de fire klasser C, D, E og G. Groft sagt gælder, at der er mere flyveledelse og strammere regler i de første luftrumsklasser end i de sidste.
- Over lufthavne af en vis "størrelse" (trafikmæssigt) findes en kontrolzone (CTR) og et terminalområde (TMA), som er tildelt luftrumsklasse C eller D. Flyveledelsen har ansvaret for en hensigtsmæssig afvikling af trafikken til/fra lufthavnen, så derfor er der i disse luftrum krav om at alle fly medfører radioudstyr og følger de anvisninger de modtager pr. radio fra flyveledelsen.
- Området udenfor lufthavnenes kontrolzoner og terminalområder, og i højder over 3.500 fod over havniveau, er luftrumsklasse E: Fly der opererer under instrumentflyvningsreglerne skal her medføre radio og følge instrukser fra en flyveleder (så denne kan holde flyene på sikker afstand af hinanden), mens flyvninger under visuelflyvereglerne blot skal "varsles" på forhånd i form af en ATS-flyveplan.
- Under 3.500 fod og udenfor lufthavnenes kontrolzoner er der klasse G-luftrum: Her er der ingen der giver flyene anvisninger, så piloter i denne type luftrum skal selv sørge for bl.a. at holde sig på sikker afstand af andre fly. Dog kan der over mindre flyvepladser være oprettet en trafikinformationszone, og heri er der krav om radioudstyr hos flyene.

For præcis information om regler i forskellige luftrumsklasser henvises til AIP Denmark ENR 1.4 ATS Airspace Classification samt BL 7-1 Bestemmelser om lufttrafikregler, begge udgivet af Trafikstyrelsen.